# Giovanni Boccaccio
Giovanni Boccaccio (1313 - 21 tháng 12 năm 1375) là một nhà văn và nhà thơ người Ý, là bạn và cũng là đối trọng của Petrarch. Boccaccio là một nhà nhân văn học thời Phục Hưng và là một nhà văn nổi tiếng với các tác phẩm như Những người phụ nữ nổi tiếng (De mulieribus claris, 1374), Mười ngày (Decamerone, viết xong năm 1353) và các tập thơ bằng tiếng Ý. Các nhân vật trong truyện của Boccaccio thường là những nhân vật nổi tiếng trong thời đại của họ, đồng thời cũng là những người thực tế, tâm linh, và là những con người thông minh.

## Tác phẩm dịch ra tiếng Việt
- Mười ngày, Hồ Thiệu dịch, Nhà xuất bản Văn học và Trung tâm Văn hóa Ngôn ngữ Đông Tây, 2014